# 帕提亚
帕提亚（英语：Parthia）是伊朗東北部的一個地區，最著名為歷史上安息帝國的文化及政治中心。地理上，為大呼罗珊的西部。約存在至前3世紀至3世紀之間。《魏书》记载的安息国位于康居和波斯之间，指的就是这一地区。